# Česká bagdeta

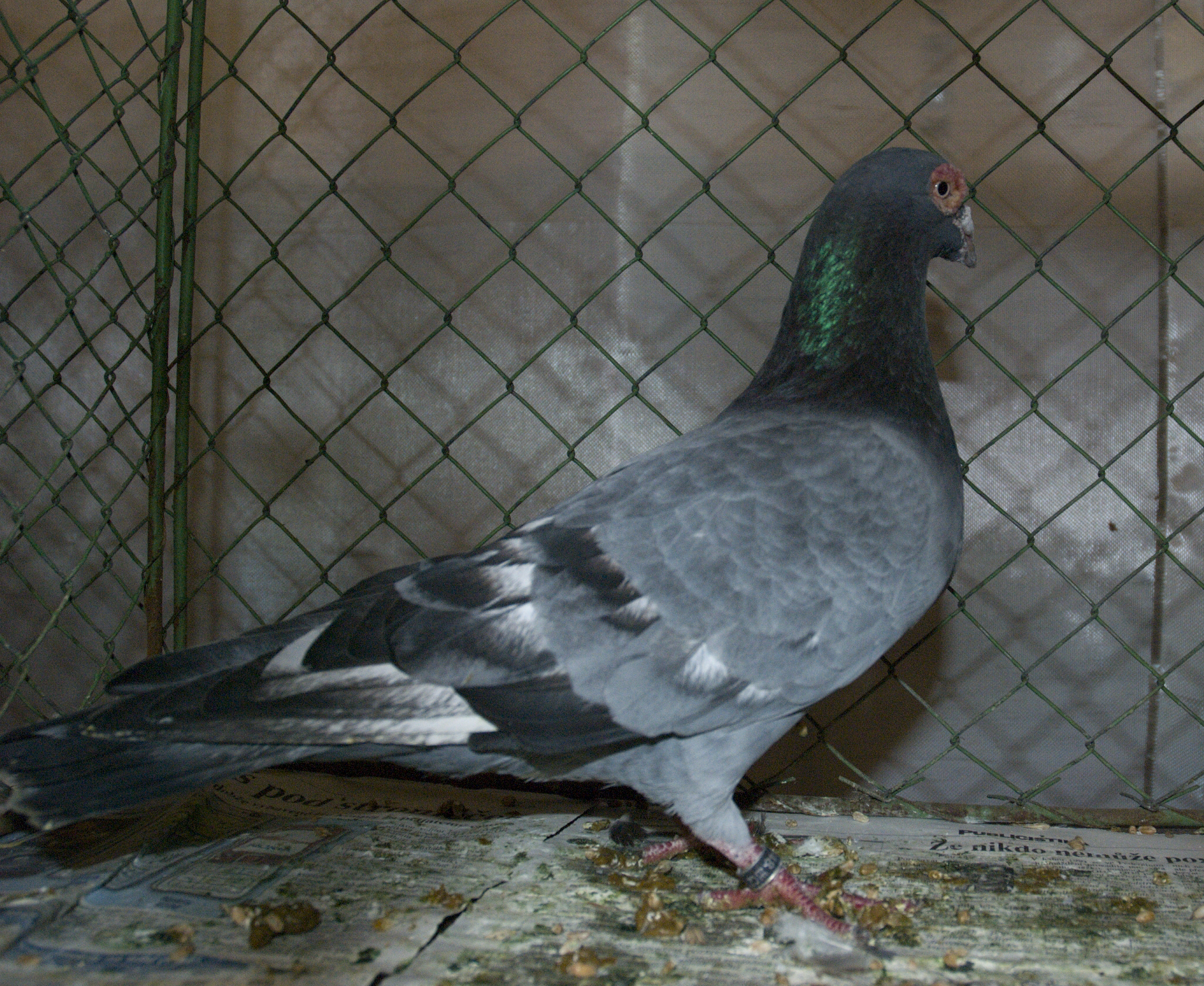

Česká bagdeta je plemeno holuba domácího vyšlechtěné na českém území v první polovině 20. století z plemene indián. Je to silný holub se schopností polaření, vhodný k extenzivnímu i okrasnému chovu. Její užitkové vlastnosti jsou podobné holubu dragounovi.
Tvarem těla odpovídá česká bagdeta užitkovým plemenům holubů: tělo je středně dlouhé, klínovitého tvaru se svažujícími se zády, krk je středně dlouhý, hruď široká, dobře vyklenutá a zmasilá. Křídla jsou dobře přitažená k tělu a jejich letky se nad ocasem nekříží, nohy jsou nižší, s neopeřenými běháky. Hlava nese znaky bradavičnatých plemen. Z profilu tvoří hlava a zobák tupý klín. Temeno je dostatečně zaoblené, zobák má střední délku, světlé až rohové barvy. Ozobí je silně vyvinuté, obočnice široké a červené. Oční duhovka má perlovou barvu, u bílých holubů vikvovou.
Povolené jsou všechny barevné i kresebné rázy, včetně proužkovaně bělopruhé a šupinaté kresby, ve které se v Česku nechová žádné jiné plemeno holubů.